# Ronnie Phillips
Ronnie Phillips är en ekonomiprofessor vid Colorado State University.

## Publikationer
- Ronnie J. Phillips. “Why Are Bank Failures Special? Lessons from U.S. Financial History,” Networks Financial Institute Working Papers, WP-04, April 2008.
- Robert DeYoung and Ronnie J. Phillips. “Payday Lending and Payments Services: A Historical and Modern Analysis,” Chapter 7 in Financial Institutions and Markets: Current Issues in Financial Markets edited by Robert R. Bliss and George G. Kaufman. Palgrave.
- Robert DeYoung and Ronnie J. Phillips "Strategic Pricing of Payday Loans: Evidence from Colorado, 2000-2005" Robert - Networks Financial Institute Working Paper.
- David B. Audretsch And Ronnie J. Phillips “Entrepreneurship, State Economic Development Policy, and the Entrepreneurial University,”, Working Paper, Max Planck Institute of Economics.